# Byron Brown
Byron William Brown II (nacido el 24 de septiembre de 1958 en Queens, Nueva York) fue elegido el 8 de noviembre de 2005 como el 58.º alcalde de Buffalo (Nueva York) y es el primer alcalde afroamericano de la ciudad. Previamente sirvió a Nueva York Occidental como miembro del Senado del Estado de Nueva York y del Concejo Común de Buffalo. Fue el primer afroamericano en ser elegido en el Senado de Nueva York para representar un distrito fuera de la ciudad de Nueva York y la primera minoría en representar a un distrito mayormente blanco. Es un serio candidato a ser elegido para llenar la vacante de Hillary Rodham Clinton en el Senado de los Estados Unidos si ella es aprobada como Secretaria de Estado de los Estados Unidos.
Brown nació y fue criado en Queens (Nueva York). Comenzó su carrera política ayudando a representantes políticos en varios cuerpos legislativos (Concejo Común de Buffalo, Legislatura del Condado de Erie y la Asamblea del Estado de Nueva York) y luego se involucró en la organización política regional. Después de varios cargos como ayudante político, fue contratado como Director de Igualdad de Oportunidades de Empleo del Condado de Erie.
Tanto como senador del Estado de Nueva York y como alcalde de Buffalo, ha estado involucrado con el desarrollo de los tres casinos de la nación Seneca que han sido planeado y construidos en Nueva York Occidental desde 2002. Ha sido muy activo en el frente político estatal avalando a varios candidatos exitosos demócratas durante la elección gubernamental de Nueva York de 2006. Es un cercano aliado político del fiscal general de Nueva York Andrew Cuomo. También ha sido muy activo en la Mayors Against Illegal Guns Coalition en un esfuerzo de prevenir los delitos con arma de fuego y su plan de revitalizar Buffalo demoliendo varios edificios vacíos le ha generado oposición por parte de los preservacionistas. Ha tenido éxito en hacer del desarrollo de la dársena de Buffalo una prioridad.